# マンティコア・レコード
マンティコア・レコード（Manticore Records）は、イングランドのプログレッシブ・ロック・グループのエマーソン・レイク・アンド・パーマー（ELP）のメンバーが所有するマンティコア・プロダクション・カンパニーが、1973年に設立したレコードレーベルである。

## 概要
マンティコアとはヨーロッパで古くから知られている伝説の生物の名で、人間の顔、ライオンの胴体、蠍の尻尾を持つ。ELPはセカンド・アルバム『タルカス』（1971年）で描いた怪獣タルカスの物語で、マンティコアをタルカスの最後の対戦相手として登場させた。マンティコア・レコードのシンボル・マークは、同アルバムの見開きジャケットに描かれていた絵物語の中のマンティコアからデザインされたシルエットだった。
マンティコア・レコードは当初、アイランド・レコードと共同所有されていたが、その提携は解消された。1973年から1975年までアトランティック・レコード、1975年から1977年に閉鎖されるまでモータウンが配給を担当した。
2016年、ELPの元メンバーのグレッグ・レイクが病没。2017年、グレッグ・レイク・エステートの承認の下でマンティコア・レコードが再開された。レイクの生前最後の願いの一つがマンティコア・レコードを取り戻すことだった、という声明が出されている。彼のアルバム『ライヴ・イン・ピアツェンツァ』（2017年）は、新たな姿を現したマンティコア・レコードが最初に発表した作品となった。

## 所属していたアーティスト
- バンコ・デル・ムトゥオ・ソッコルソ ※バンコとして知られる。
- エマーソン・レイク・アンド・パーマー ※ELPとして知られる。
- ジョン・グリーヴス[3]
- ハンソン ※イギリスのロック・バンド[注釈 2]
- キース・クリスマス
- リトル・リチャード
- ピート・シンフィールド
- プレミアータ・フォルネリア・マルコーニ ※PFMとして知られる。
- ストレイ・ドッグ